# Kaplica św. Tomasza w Dubinach
Kaplica pod wezwaniem św. Tomasza (Grobowiec Bazylewskich) – prawosławna kaplica (czasownia) cmentarna w Dubinach. Należy do parafii Zaśnięcia Przenajświętszej Bogurodzicy w Dubinach, w dekanacie Hajnówka diecezji warszawsko-bielskiej Polskiego Autokefalicznego Kościoła Prawosławnego.
Kaplica znajduje się na starym cmentarzu prawosławnym, w pobliżu linii kolejowej Hajnówka – Cisówka.
Zbudowana w latach 1897–1898. Wzniesiona na planie kwadratu, murowana, z czerwonej cegły, jednokopułowa. Ufundowana przez dzieci ks. Parfienija Bazylewskiego (miejscowego proboszcza, inicjatora budowy obecnej cerkwi parafialnej). Początkowo grobowiec rodzinny, później kaplica cmentarna. W 1940 zdewastowana przez okupacyjne wojska radzieckie, które urządziły w niej magazyn. W 1945 odzyskana przez prawosławnych, odrestaurowana i ponownie przystosowana do funkcji sakralnych. Obecnie nabożeństwa w kaplicy celebrowane są okazjonalnie (we wsi – na nowym cmentarzu – wzniesiono w 1975 cerkiew pod wezwaniem św. Proroka Eliasza).